# Гузий, Владимир Свиридович
Владимир Свири́дович (по паспорту Сверидонович) Гузи́й (24 января 1956 года, Кандагач, Актюбинская область, Казахская ССР, СССР — 13 апреля 2009 года, Волгоград, Волгоградская область, Российская Федерация) — бамовский поэт, прозаик. Член литературной студии «Звено» (с 1976), участник трёх Общетрассовых семинаров молодых литераторов БАМа (1977, 1978, 1983), VII Всесоюзного совещания молодых писателей в Москве (1979). Член Союза писателей России (2005).

## Биография
Родился в посёлке Кандагач Актюбинской области, но детство и юность Владимира Гузия прошло в городе Петров Вал Волгоградской области.
С детства Владимир Гузий серьёзно увлекался астрономией. После школы решил поступать в Московский государственный университет, чтобы изучать звёздное небо профессионально, но не прошёл по конкурсу.
В городе Петровом Вале Камышинского района учился в школе №7. Участвовал в школьном КВН, редактировал школьную газету. По воспоминаниям заведующего организационным отделом Камышинского райкома комсомола Михаила Подлесного, Гузий пришёл за путёвкой, когда ему едва исполнилось 19 лет. После беседы с первым секретарём райкома В.Ф  Овчинниковым Володя заполнил анкету, и я с большим воодушевлением выписал ему комсомольско-молодежную путевку на БАМ. Володя уехал в Волгоград, в обком ВЛКСМ, где уже формировался ударный отряд «Волгоградский комсомолец», в составе которого В.Гузий поехал на необжитое место в глухой тайге.
В 1975 году по комсомольской путёвке в составе ударного отряда «Волгоградский комсомолец» приехал на строительство Байкало-Амурской магистрали. Работал в Моготе и Сковородино. В Тынде с 1976 года. За годы жизни на БАМе освоил множество профессий: был лесорубом, электромонтёром, мотористом, монтажником, художником-оформителем, учителем русского языка и литературы, слесарем, корреспондентом газет «БАМ» и «Дальневосточная магистраль», режиссёром тындинской телестудии, старшим научным сотрудником музея истории БАМа.
Но главным делом его жизни стала литература. Ещё в школе он писал стихи для команды КВН, пользовавшиеся большим успехом. В полную силу поэтический талант Гузий раскрылся на БАМе, когда он стал членом литературной студии "Звено", созданной в Тынде главным редактором газеты "Магистраль" И.М. Шестаком.
Как бамовский поэт Владимир Гузий обрёл всесоюзную известность. Его стихи публиковались в коллективных сборниках, выпущенных издательством «Молодая гвардия» («Вдохновение» и «Стыковка»), и центральных периодических изданиях: «Комсомольская правда», «Литературная Россия», «Неделя», «Огонёк», «Знамя», «Литературная учёба» и др.)
Заочно окончил Литературный институт им. М. Горького.
В. Гузий был постоянным участником, а в последние годы — одним из организаторов традиционных Пушкинских праздников, ежегодно проходящих в Тынде, участвовал в творческих встречах (например, на крейсере Тихоокеанского флота «Александр Суворов», сентябрь 1981 года) и поэтических вечерах (вечер памяти В. Маяковского в Тынде в июле 1976 года).
Владимир Гузий всегда оставался романтиком. Даже в трудные времена его стихи дышали оптимизмом и жизнелюбием. Таково его стихотворение "Весна на Витиме":

Жарит солнце в марте нежданно жарко.
Превратился зимник в приток реки.
И весны прозрачная циркулярка
Хмурый лед разделывает в куски.
Но пришла в палатки залетной сказкой
Телеграмма, сдержанно-горяча:
«Дежкину Сергею. Люблю. Согласна.
Вылечу пятнадцатого. Встречай».
И десантник Дежкин бежит к прорабу:
– За невестой надо «Урал» послать бы.
До прораба просьба доходит слабо:
– Тут десант. Работа. Какие свадьбы?
А в окно врывается рев пилорамы,
И весенний ветер с Угрюм – реки
Со стола сметает отчеты, планы.
Но упрям начальник: – Жениться рано.
Здесь работать будут холостяки.
Да и где вам жить-то? – Я дом построю.
– У меня нет леса. – Я сам срублю!
– Где жене работать? – Да я устрою!
– По какому праву? – Да я люблю!
И по праву счастья, по праву власти,
Вся насквозь продумана и ясна,
Хмурый лед ломая, идет по трассе
Чистая, сверхплановая весна!
Умер от сердечного приступа 13 апреля 2009 года в поезде по дороге в Волгоград. Похоронен в городе Петров Вал рядом с родителями.

## Награды
Награждён медалью «За строительство Байкало-Амурской магистрали» и медалью Святого Иннокентия Русской Православной Церкви. Почётный гражданин города Тынды (2005).

## Память

Мемориальная доска на доме В.С. Гузия в Тынде

Гузий оставил яркий след в жизни Байкало-Амурской магистрали. Он является автором стихов известной песни «Последнее звено» (музыка С. Хмелевской), в советское время часто звучавшей по радио и телевидению. Строка из песни — «Лучшая дорога нашей жизни» — стала названием фильма о строительстве Байкало-Амурской магистрали (1984, реж. А. Воропаев).
В Тынде на фасаде дома, где последние годы проживал поэт, установлена мемориальная доска.
26 апреля 2014 года в центральной библиотеке Тынды прошёл вечер памяти Владимира Гузия "Может быть, когда-нибудь вернусь...", прошедший в год празднования 40-летия  с начала строительства Байкало-Амурской магистрали.